# Dendrerpeton
Dendrerpeton – rodzaj płaza z rzędu temnospondyli, żyjącego od wczesnego po późny karbon na terenie obecnej Ameryki Północnej (Joggins w Nowej Szkocji) oraz być może dzisiejszej Irlandii.
Większość znalezionych okazów zachowała się w szczątkach pni drzew. Odkryto jednak pojedynczy okaz zwierzęcia nieznajdujący się w środku drzewa i pozwalający na pełne odtworzenie jego anatomii.
Ciało dendrerpetona mierzyło do 100 cm długości. Stosunek długości głowy do tułowia był mniejszy niż 1 do 2 (zwierzę posiadało tylko 24 kręgi przedkrzyżowe). Dendrerpeton miał dużą głowę, zaokrągloną w części tylnej.
Uważa się, że był jednym z pierwszych temnospondyli o dobrze rozwiniętym uchu środkowym, na co wskazują wcięcia uszne w czaszce. Świadczy to o tym, że mógł już prowadzić głównie lądowy tryb życia, w przeciwieństwie do typowo wodnych i wodno-lądowych płazów żyjących przed nim i w czasie jego występowania. Dendrerpeton mógł odbierać prawdopodobnie drgania przenoszone przez ziemię, ale nie przez powietrze. Fakt ten świadczy, że ucho płazów rozwinęło się niezależnie od analogicznych organów u gadów i dzisiejszych ssaków.